# Компанійські полки
Компані́йські полки́ (охочекомонні полки) — вільнонаймані полки Гетьманщини, створені в 60-х — 70-х роках XVII століття. Складались з найманної кінноти, укомплектованої переважно вихідцями з Правобережної України, запорожцями, та іншими бажаючими служити за грошову винагороду. Під час кампаній іноді використовуючи коней лиш для пересування та ведучи бойові дії пішими, на зразок драгунів.
Виконували військово-політичні функції, супровід, несли вартову та розвідувальну службу, також брали участь у військових походах.
Компанійські полки, скорочені чисельно й виведені з-під прямого підпорядкування гетьманській владі, проіснували майже до самої ліквідації автономного устрою Гетьманщини.

## Історія
Офіційним заснуванням професійних охотницьких підрозділів вважається дата обрання на гетьманство Дем'яна Ігнатовича Многогрішного. Саме тоді, 3 березня 1669 року, на раді в Глухові було підписано нову редакцію україно-московського договору, 22-й пункт котрих містив ухвалу про створення регулярного полку виключно з поліційними повноваженнями:
|  | «...учинити для свавільних людей полковника з малоросійських міст і щоб при ньому була тисяча чоловік реєстрових козаків, а коли від кого трапиться де і почнеться хитання та зрада, то йому, полковникові, тих свавільців приборкувати.» |

Утім, упродовж 1669—1671 років у війську Ігнатовича, у війні супроти Петра Дорошенка, перебувало принаймні три охотницьких полки загальною чисельністю близько 3,5—4 тис. осіб, що значно перевищувало ліміт закріплений в статтях. На відміну від козацтва компанійці несли регулярну службу за плату з гетьманської скарбниці, а не лише під час бойових дій через станові зобов'язання.
Судячи з вимог в Конотопських статтях відношення старшин до приватної «гетьманської інквізиції» було не найкраще:
|  | «…щоб його царська величність указав не бути тисячі чоловік компанії полку через те, що від таких компаній чиниться жителям малоросійських городів, міст, містечок та сіл всілякі розори та образи.» |

Комплектувались бажаючими до військової служби з території Правобережжя та з-за кордону (переважно з фінансово доступних регіонів — Південно-східна та Сх. Європа). Гетьманськими універсалами заборонялося приймати до цих формувань Лівобережних реєстровців, селян втікачів та селян Гетьманщини загалом.
Найбільше охотницьких полків стало за гетьмана Івана Мазепи, при якому крім 5 сердюцьких (охочепіхотних) і 5 компанійських (охочекомонних).
Одразу після 1709 року почалися обмеження української автономії вже і у військовій галузі. Згідно з наказом від 22 січня 1715 р. про новий порядок заміщення старшинських урядів, призначення охотницьких полковників мало бути підтверджене царським розпорядженням, що остаточно ліквідувало виключне право гетьманів у керуванні найманцями.
З 1722 року, після смерті Івана Скоропадського, управлінські функції щодо найманого війська в господарських і адміністративних питаннях розподілялись між наказним гетьманом Павлом Полуботком і президентом Малоросійської колегії Степаном Вельяміновим. Такий стан справ одразу призвів до протистояння цих двох інституцій і зайвої бюрократії.
19 квітня 1737 року генералу князю Барятинському (керівнику Малоросійського тимчасового Правління гетьманського уряду) було наказано укомплектувати та утримувати з Військового скарбу два охочекомонних полки, а також сформувати третій.
У 1756 році, з початком Семирічньої війни, до складу російської імператорської армії було надіслано 5 слобідських та 3 компанійські полки.
З 1763 року компанійці несли охорону Задніпровської лінії та Єлизаветградської провінції, на які відбувались напади татар. Низька плата і важкі умови служби призвели до того, що на початок Російсько-турецької війни 1768—1774 років у всіх трьох полках ледь нараховувалось 500 вояків. Через що 2-й компанійський полк був тимчасово поділений між 1-м полком Моїсея Кодинця та 3-м Карпа Часника.
У листопаді 1768 року компанійці брали участь у відбитті останнього нападу кримців. Потім, разом із частиною козаків та Єлисаветградським пікінерним полком їм було доручено охороняти лінію «від Архангельського шанцю по ріці Синюсі і Бугу до Запорізької Січі»
На 5 серпня 1769 року у 1-му компанійському полку нараховувалось всього 99 людей, у 2-му — 290, у 3-му — 80. Цікаво, що у цей час всі вони були об'єднані під керівництвом полкового обозного (заступника командира) 2-го полку Йосипа Товбича. Тобто попри початок війни основна старшинська верхівка у бойовій лінії була відсутня.
У серпні 1771 року головнокомандувач російськими військами Петро Рум'янцев призначив компанійський полк у кількості 500 вояків охороняти чорноморське узбережжя від Кафи (Феодосії) до Керчі та перешкоджати можливій висадці турецького десанту. Відомо також, що командир 1-го компанійського полку Андрій Якович Шаула відзначився «при взятии Перекопской линии в Крыму»
По завершенні Російсько-турецької війни 155 старшин та козаків компанійського полку супроводжували турецьке посольство до Москви як почесна варта.
24 жовтня 1775 року указом Катерини II компанійські полки переформовані у три регулярні легкокінні полки РІА «за зразком Чугуївських козацьких полків». Які у свою чергу, 6 травня 1779 року за наказом голови Малоросійської колегії генерал-фельдмаршала графа Румянцева були перейменовані: 1-й — на Київський, 2-й — на Сіверський, 3-й на Чернігівський легкокінні. Проте вже у 1784-85 роках ці ж три полки були розділені порівну між 10-ма карабінерними полками створеними на основі 9 колишніх полків Гетьманщини. Формально назви «Київський», «Сіверський» та «Чернігівський», тепер вже карабінерні полки, збереглися і серед цих новоутворених підрозділів.

## Устрій
За кількістю устрій охотницьких полків відрізнявся від козацького, їх склад становив 400—700 вояк. Компанійська служба, особливо з кінця 20-х років XVIII століття поступово втрачає ознаки найманої, перетворюючись на спадкову, пов'язану з певними становими привілеями, землеволодінням і статусом, наближеним до козацького (до прикладу один з охочекомонних полків понад 60 років очолювали по черзі Карп Часник та три його сини: Василь, Гнат і Карп Карповичі).

## Мундиркомпанійців

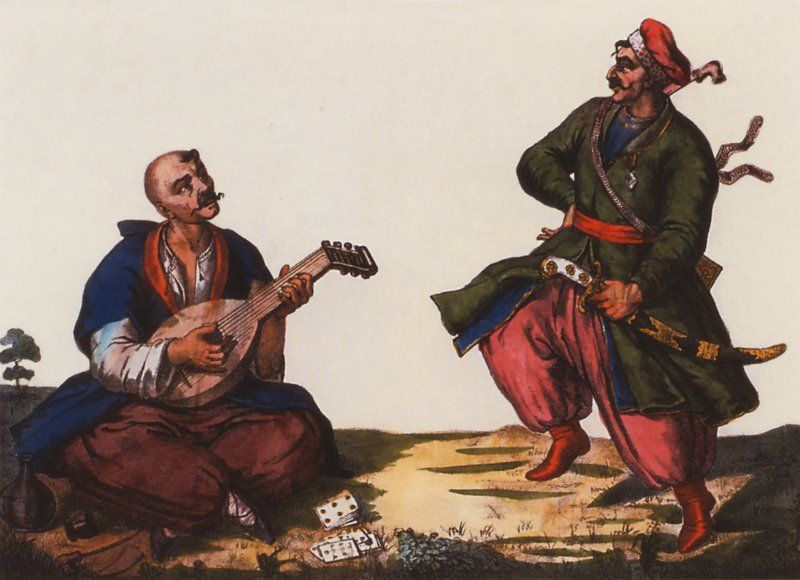
Малюнок Т.Калинського «козаки гуляють». Танцюючий козак імовірно компанієць

За свідченням Опанаса Шафонського компанійці, на відміну від реєстровців, ходили у зелених козацьких мундирах.
Докладніший опис залишив Василь Ломиковський:
|  | «мундир їх був — зелена черкеска з червоними обшлагами і червоний спідній кафтан; переважно носили вони вузькі шаровари, а іноді штани, голандцями що звуться; шапки їх круглі... чоботи носили коротенькі». |

.